# Curse Eternal
Curse Eternal ist ein Porno-Spielfilm von Wicked Pictures, der 2007 den XRCO Award als „Best Release 2006“ erhielt.

## Handlung
Der Film beginnt mit einer Rückblende und zeigt Professor Stewart und sein Assistent Khumar wie sie die Grabstätte der Königin Neferkala entdecken. Als der Professor das Grab öffnet, erweckt er die Königin von ihrem ewigen Schlaf und löst unbewusst einen bösen Fluch aus. Die Königin erwacht zum Leben und belohnt den Professor zunächst sexuell, bestraft ihn aber dann, indem sie ihm die Lebensenergie aussaugt. Sein Assistent, der davon rannte, als er die Königin erblickte, ist noch am Leben und sprengt das Grab in die Luft, sodass die Königin erneut begraben wird.
Zwanzig Jahre später setzt der Film fort. Samantha Stewart ist in die Fußstapfen ihres Vaters getreten und arbeitet als berühmte Archäologin. Als sie davon erfährt, dass das Grab entdeckt wurde, an dem ihr Vater verschwand, macht sie sich auf den Weg nach Ägypten. Anders als ihr Vater, öffnet Samantha jedoch das Grab nicht, sondern lässt es in ihre Labor in die USA bringen. Dort beginnt sie den Sarkophag zu studieren. Als sie ihr Labor verlässt erwacht die Königin erneut und „bestraft“ den Sicherheitsmann.
Die Königin findet dann ihren Weg in die Straßen von Los Angeles und betritt einen Night-Club, wo sie von Samanthas Laborassistent gesehen wird. Dieser ruft Samantha an, damit sie zum Club kommt. Als Samantha ankommt begegnet sie der Königin, welche Samantha in eine Art Trance versetzt, wo sie zwei Mini-Orgien erlebt. 
Im Rest des Films suchen Samantha und die Königin in der Stadt die Reinkarnation von Nomron, den Liebhaber der Königin aus ihrem früheren Leben, der umgebracht wurde. Nomron wird in der Person des Freunds von Samantha gefunden.

## Auszeichnungen
- 2007: XRCO Award, Best Release of 2006
- 2007: XRCO Award: Best Actor (Single Performance), Randy Spears
- 2007: Adam Film World Awards: Best Epic